# Episclerotium sclerotiorum
Episclerotium sclerotiorum är en svampart som först beskrevs av Emil Rostrup, och fick sitt nu gällande namn av L.M. Kohn 1984. Episclerotium sclerotiorum ingår i släktet Episclerotium och familjen Helotiaceae.   Inga underarter finns listade i Catalogue of Life.